# Plaza de Armas de Lebu
La plaza de Armas de Lebu es una plaza pública con forma de manzana cuadrangular, ubicada en la zona centro de la capital provincial de la provincia de Arauco. Es en los alrededores de este parque urbano donde se encuentran los principales servicios públicos de la ciudad. 

## Componentes

### Monumentos históricos nacionales
La plaza de Armas alberga dos monumentos históricos nacionales: Dos de los cuatro cañones de Johannes Espinoza (declarados en 1995) y "El Niño Pez", una pileta de hierro colado (declarada en 2017).

#### Cañones virreinales
En 1772, fueron fabricados cuatro cañones por orden del virrey del Perú, Manuel de Amat y Junyent, quien había ejercido como gobernador de Chile entre 1755 y 1761, con el propósito de resguardar las fortificaciones y puertos chilenos, que también fueron utilizados posteriormente por las fuerzas realistas durante el proceso de independencia de Chile. Durante la Guerra del Pacífico, fueron enviados a Lebu con el fin de proteger el puerto, así como también los yacimientos carboníferos del sector. Los cañones, fundidos en Lima, capital del Virreinato del Perú, por el artista español Johannes Espinoza, fueron bautizados como «El Relámpago», «El Furioso», «El Marte» y «El Rayo», siendo estos dos últimos los que aún permanecen en la plaza de Armas desde 1913, ubicados frente al municipio de la ciudad solo para fines ornamentales, luego de una remodelación de la plaza. Los otros dos fueron donados al Presidente de la República Carlos Ibáñez del Campo en 1929, siendo finalmente colocados en el Patio de Honor del Palacio de La Moneda bajo la inscripción de «Homenaje de la Provincia de Arauco al Supremo Gobierno de la República».

#### El Niño Pez
La obra denominada como «El Niño Pez», es una fuente de agua de hierro colado con una estatua de un niño tritón en la parte superior, acompañado de una tortuga; mientras que en la base se encuentran como elementos decorativos la figura de dos somormujos entre juncos, además de una rana sobre una flor de loto. Fue diseñada por el escultor francés Ernest Hubert Lavigne y fue incluida en el catálogo de la Fundación de Arte Val d'Osne. Fue donada a la ciudad de Lebu con motivo de su décimo aniversario comunal en 1872, por el entonces intendente de la provincia de Santiago, Benjamín Vicuña Mackenna, mientras se encontraba redactando su obra «La guerra a muerte: memoria sobre las últimas campañas de la Independencia de Chile 1819-1824».

### Monumentos conmemorativos
Fueron inauguradas dos fuentes de agua con monumentos conmemorativos a la comunidad mapuche lafkenche que habita en la zona, a los mineros del carbón y a los "trabajadores del mar", relativo a las personas dedicadas en torno a la pesca artesanal en la comuna. Adicionalmente, cuentan con postes intercalados con imágenes de los escudos de armas de las comunas restantes que conforman la provincia de Arauco: Arauco, Cañete, Contulmo, Curanilahue, Los Álamos y Tirúa.  Adicionalmente, en la explanada de la plaza se encuentra un busto en homenaje a Bernardo O'Higgins.

### Flora
Dentro de la plaza destacan como especies decorativas de la flora, como las 56 palmeras canarias y también araucarias araucanas (especie endémica de la región) repartidas por toda el área del espacio público.

## Entorno
Dentro del entorno inmediato de la plaza, se pueden encontrar en el costado sur el edificio consistorial de la Ilustre Municipalidad de Lebu, el edificio de la Gobernación Provincial de Arauco y la Iglesia de Santa Rosa de Lima, el principal templo de culto católico de la ciudad. Frente a la cuadra norte, se ubican las oficinas provinciales de algunos servicios gubernamentales, como el Servicio de Impuestos Internos, la Tesorería General de la República y la Dirección del Trabajo.

## Galería

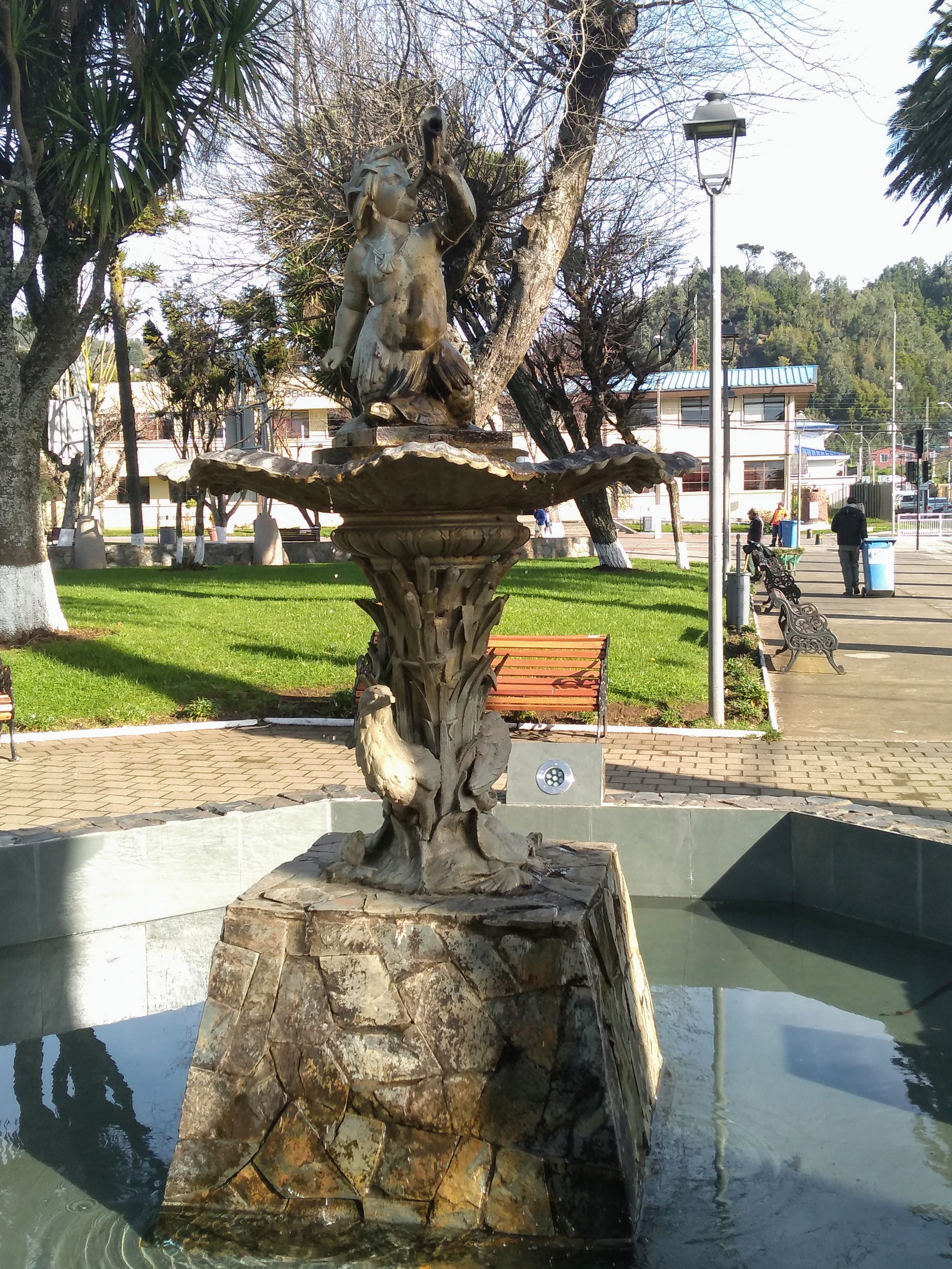
Pileta del Niño Pez
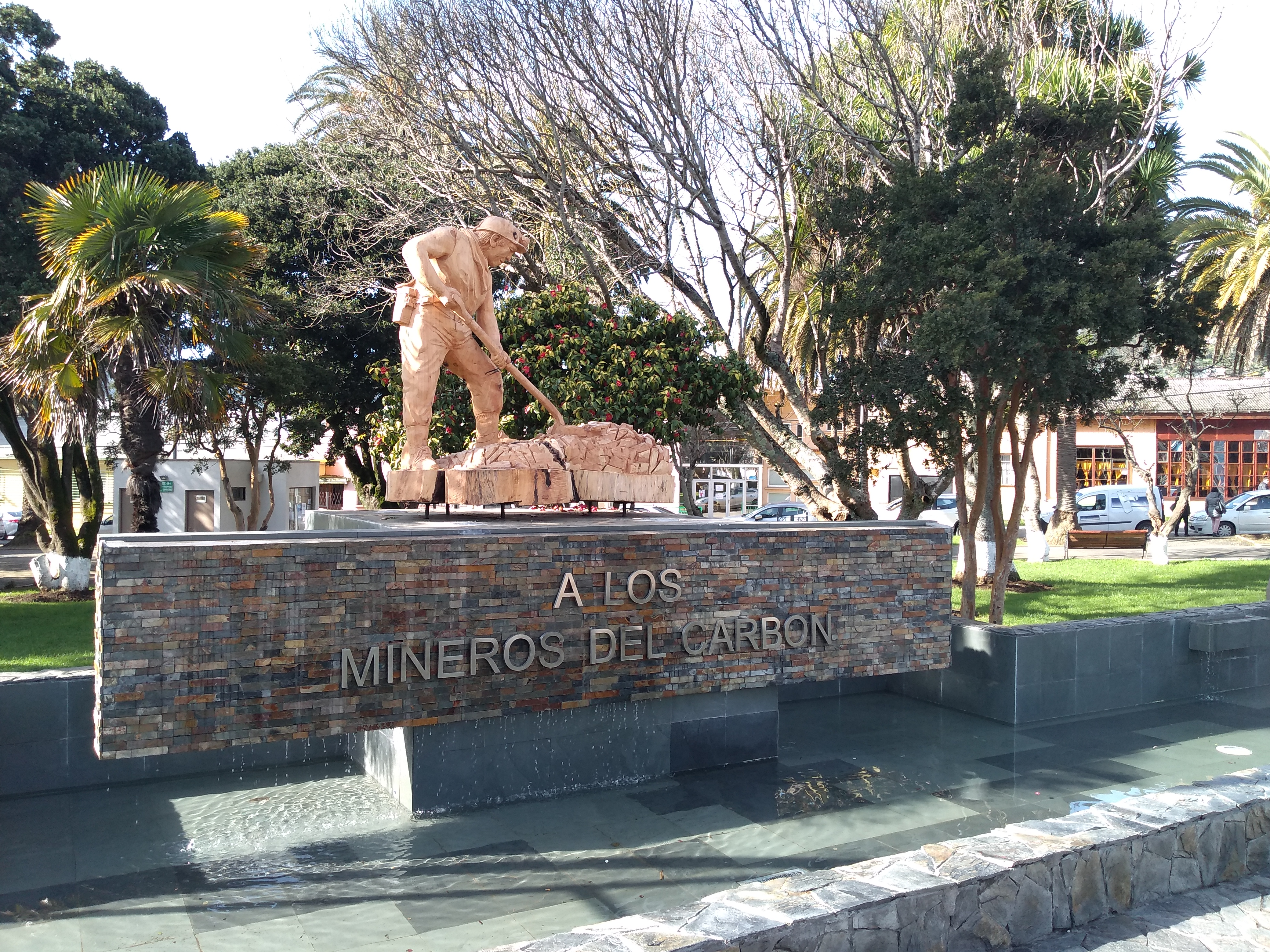
Monumento a los Mineros del Carbón
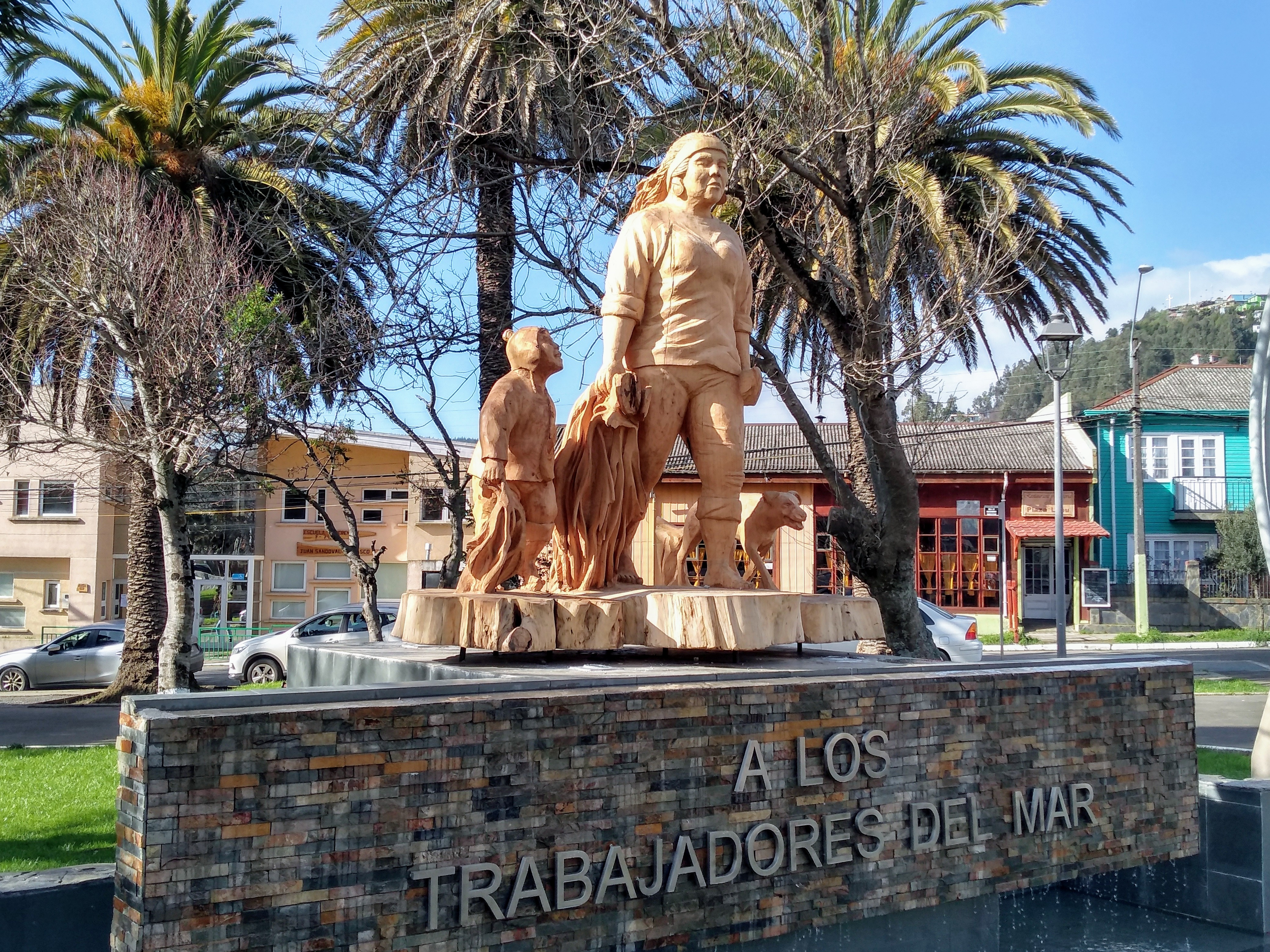
Monumento a los Trabajadores del Mar